# Partit de la República de Somàlia Unida
El Partit de la República de Somàlia Unida (PRSU) és una força política i militar de Somàlia vinculada al clan hawiye.
Fou creat a començaments del 2003 per Abdinur Ahmed Darman, un enginyer que vivia als Estats Units (i té ciutadania americana) i havia retornat vers el 1997 a Somàlia on es va dedicar a importar i posar en circulació bitllets de banc, juntament amb Hussein Aydid. El 1998 es va enfrontar amb Hussein i es va quedar amb la totalitat d'altres enviaments de diners que havia de partir amb Hussein Aydid, encara que bona part van restar al fabricant a Malàisia.
Amb els seus negocis va establir contactes i amb suport d'un empresari de Dubai es va construir una milícia armada per la que va comprar uniformes al Pakistan. Darman volia ser elegit president en substitució de Abdi Qasem Salad Hassan del Govern Nacional de Transició, el mandat del qual acabava el juliol del 2003 i que estava enfrontat a diverses faccions. El seu programa era de reconstruir i unificar Somàlia, amb un referèndum sobre l'estructura de l'estat. En realitat probablement pretenia facilitar des del càrrec els negocis d'empresaris estrangers.
El 5 de juny del 2003, en una campanya seguida per la cadena qatariana Al-Jazeera, fou elegit president en unes eleccions amb poca fiabilitat. Quan va acabar el mandat de Salad el juliol es va declarar president, però Darman no fou reconegut. Salad fou reelegit més tard pel parlament de l'exili a Djibouti (12 d'agost del 2004). El mateix dia un Parlament de l'interior va ratificar a Darman com a president.
L'agost del 2004 la major part de les faccions van acordar elegir un nou parlament i al president d'un Govern Federal de Transició, que fou escollit el 10 d'octubre (Abdullahi Yusuf Ahmed, fins aleshores president de Puntland) que Darman no va acceptar (Salad es va presentar a l'elecció però no fou escollit). El 5 de juny del 2006 Darman va haver de fugir de Mogadiscio, ocupat per la Unió de Corts Islàmiques de Somàlia però hi va poder tornar al gener del 2007 amb la ciutat ocupada per l'exèrcit etíop, protector del Govern Federal de Transició.
El PRSU, ara sense milícia, va reclamar la sortida de les forces estrangeres 